# Canons Ashby
Canons Ashby is een civil parish in het bestuurlijke gebied Daventry, in het Engelse graafschap Northamptonshire met 50 inwoners.